# Wispelt

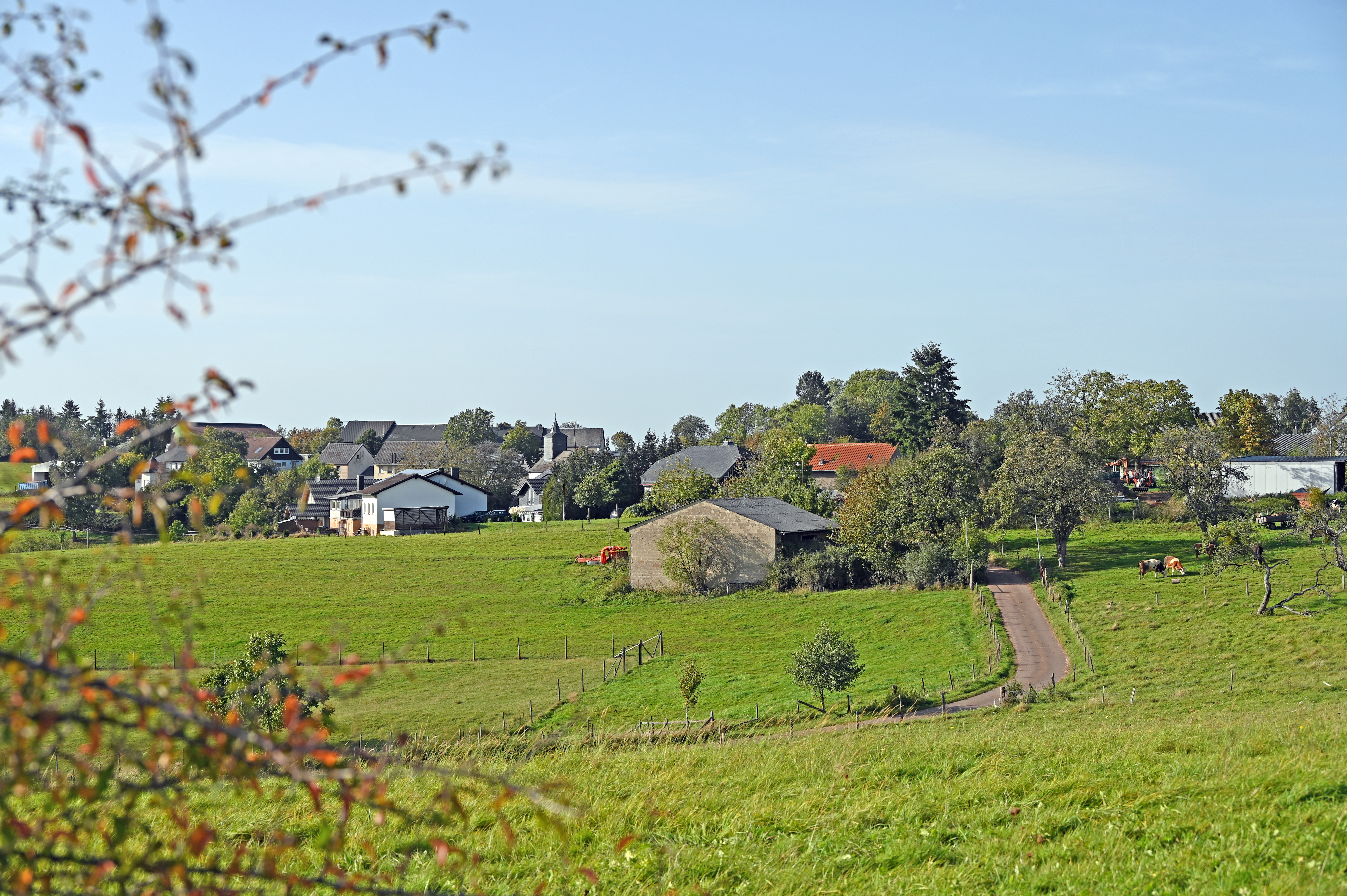
Wispelt, Ortsansicht von Süden

Wispelt ist ein Ortsteil (Ortsbezirk) von Hontheim im Landkreis Bernkastel-Wittlich in Rheinland-Pfalz.

## Geographie
Der Ort liegt etwa zwei Kilometer südlich von Hontheim am nördlichen Rand des Kondelwalds auf einem Plateau der Vulkaneifel.
Die Nachbarorte von Wispelt sind im Norden Hontheim selbst, im Osten der Hontheimer Ortsteil Krinkhof und im Süden Kinderbeuern und Bausendorf.

## Geschichte
Wispelt wurde erstmals 1335 als Wispelscheit in einer Kaufurkunde zwischen dem Trierer Kurfürsten Balduin und dem Ritter Cuno von Ulmen erwähnt.
Das Linke Rheinufer wurde 1794 im ersten Koalitionskrieg von französischen Revolutionstruppen besetzt. Von 1798 bis 1814 war Wispelt ein Teil der Französischen Republik (bis 1804) und anschließend des Napoleonischen Kaiserreichs, zugehörig dem Saardepartement. Auf dem Wiener Kongress (1815) kam die Region an das Königreich Preußen, der Ort wurde 1816 dem Regierungsbezirk Trier, Kreis Wittlich, zugeordnet.
Die katholische Filialkirche St. Wendelin wurde 1831 vom Wittlicher Baumeister Burk gebaut und im Folgejahr von Bischof Hommer eingeweiht. Schutzpatron der Kirche ist der heilige Wendelinus. Im Jahre 2011 wurde eine mehrjährige Renovierung des Gebäudes abgeschlossen.
Nach dem Ersten Weltkrieg gehörte das Gebiet zum französischen Teil der Alliierten Rheinlandbesetzung. Nach dem Zweiten Weltkrieg wurde Wispelt innerhalb der französischen Besatzungszone Teil des damals neu gebildeten Landes Rheinland-Pfalz.

## Politik
Der Ortsteil Wispelt ist gemäß Hauptsatzung einer von drei Ortsbezirken der Ortsgemeinde Hontheim. Er wird politisch von einer Ortsvorsteherin vertreten, während auf die Bildung eines Ortsbeirats verzichtet wurde.
Sabine Gellner ist Ortsvorsteherin von Wispelt. Bei der Direktwahl am 26. Mai 2019 wurde sie mit einem Stimmenanteil von 81,13 % und am 9. Juni 2024 als einzige Bewerberin mit 76,5 % für jeweils weitere fünf Jahre in ihrem Amt bestätigt.

## Kultur und Sehenswürdigkeiten

### Bauwerke
In der Denkmalliste des Landes Rheinland-Pfalz (Stand: 2025) sind folgende Kulturdenkmäler genannt:
- Katholische Filialkirche St. Wendelin, zweiachsiger Saalbau, bezeichnet 1831, Dorfstraße 37
- Zwei Wegekapellen nördlich des Ortes

Wispelt
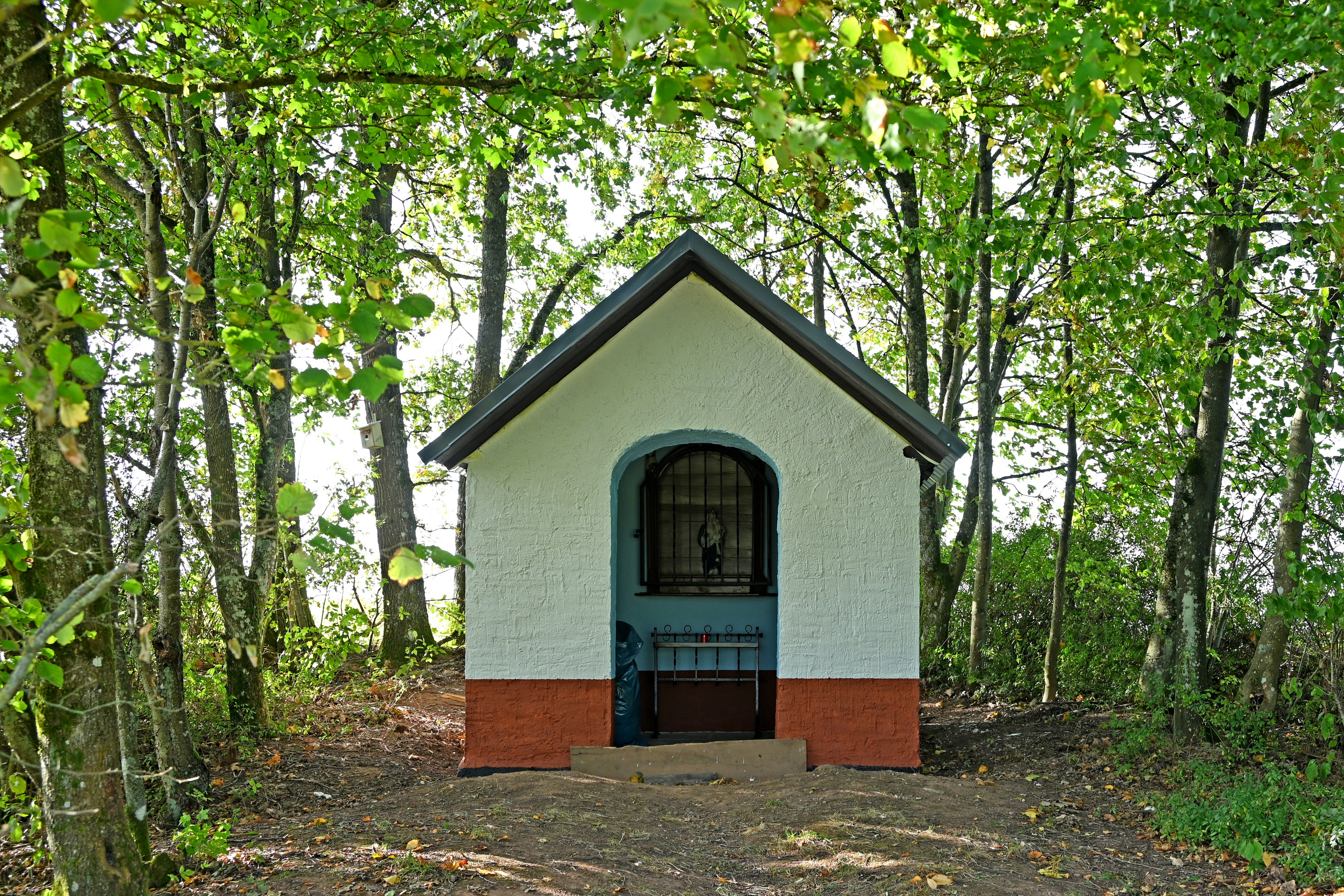
Marienkapelle
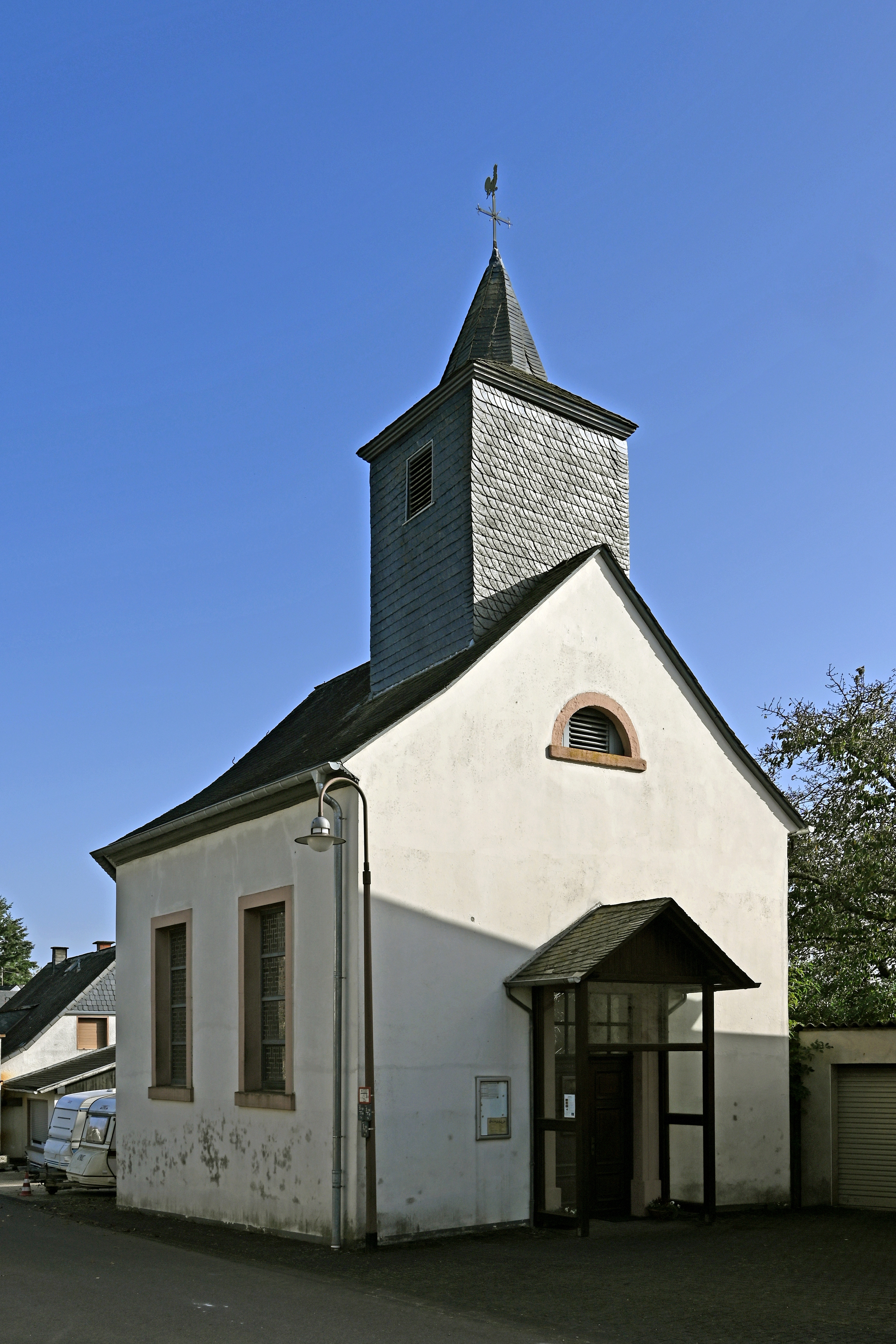
St. Wendelin
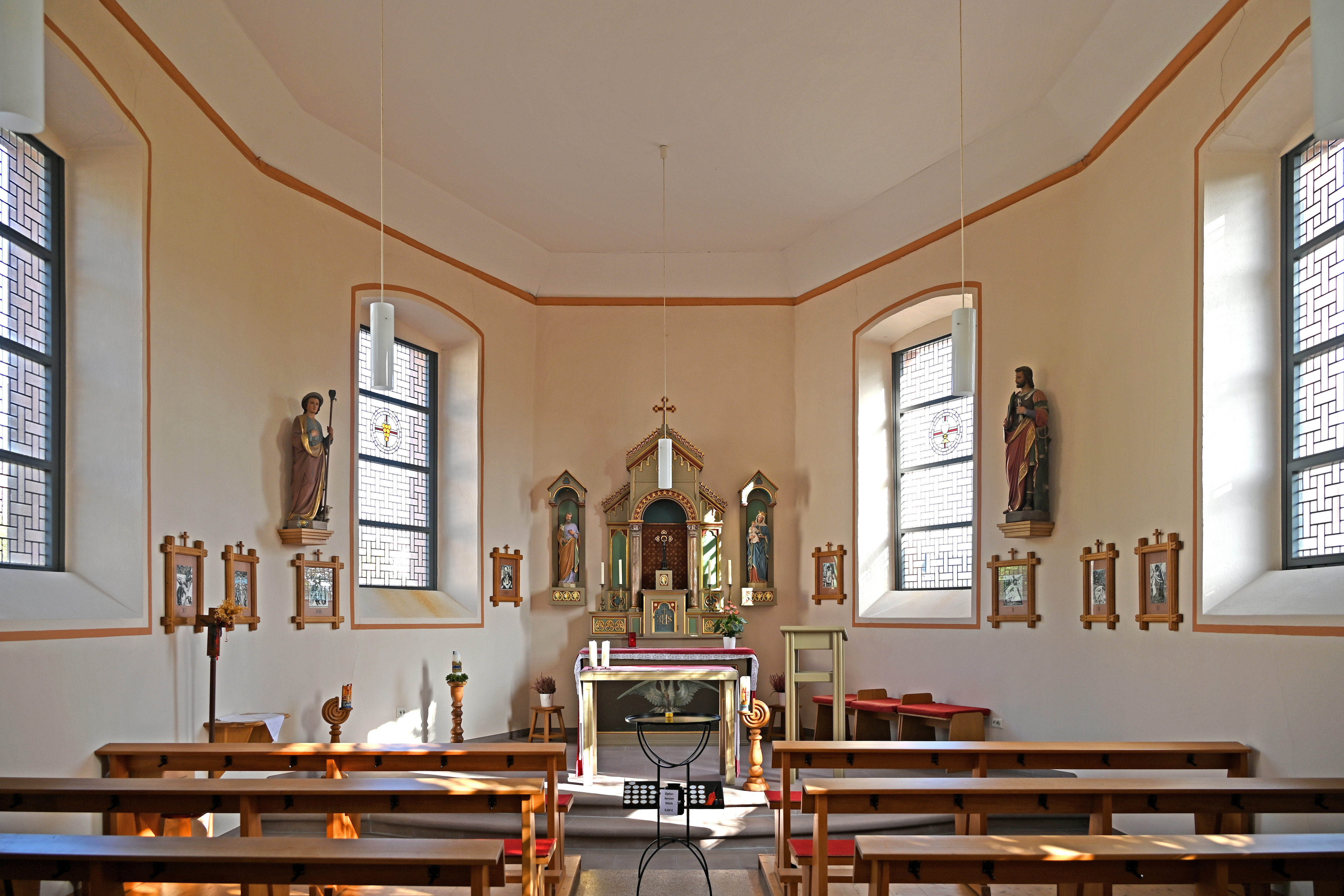
Innenraum
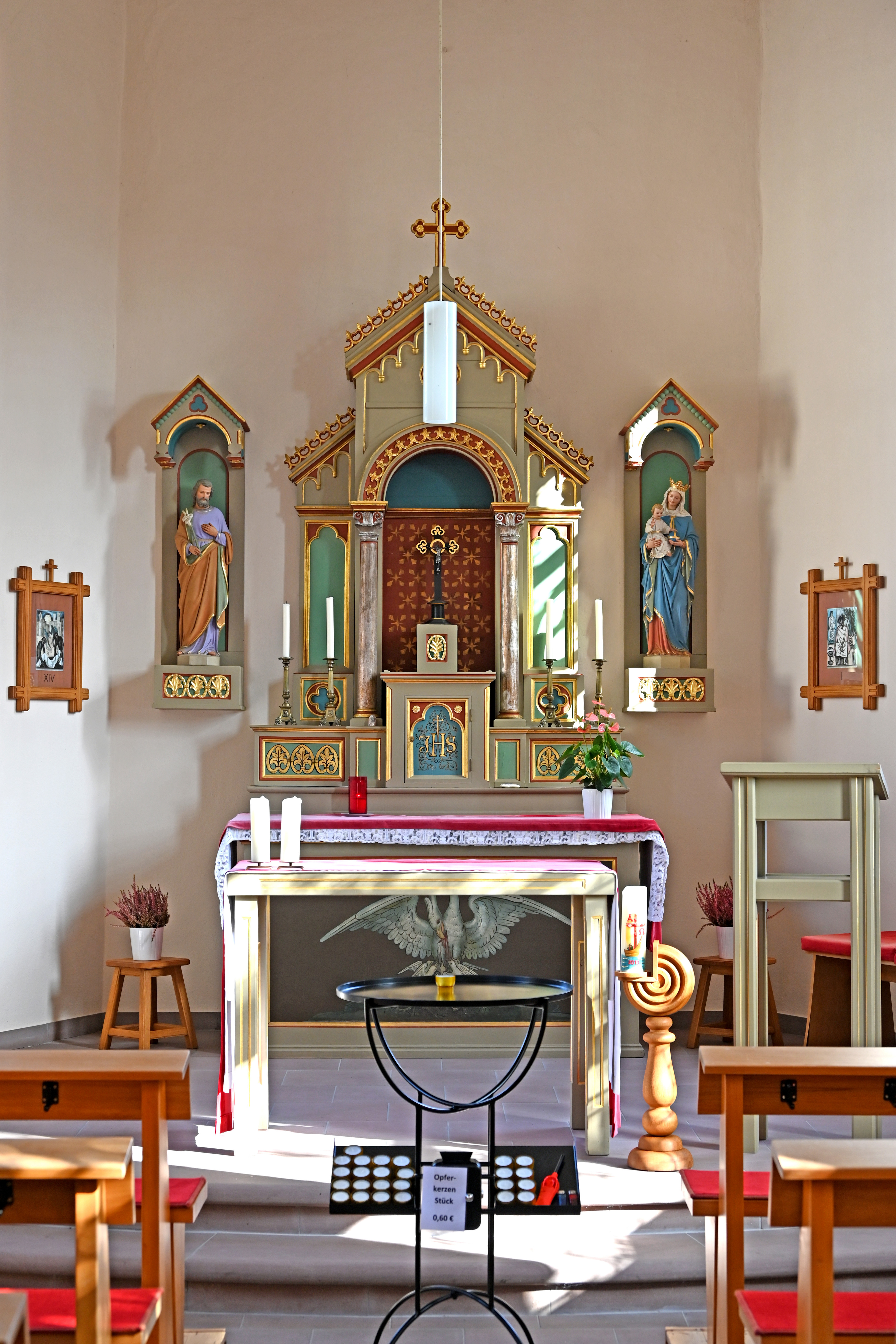
Hochaltar
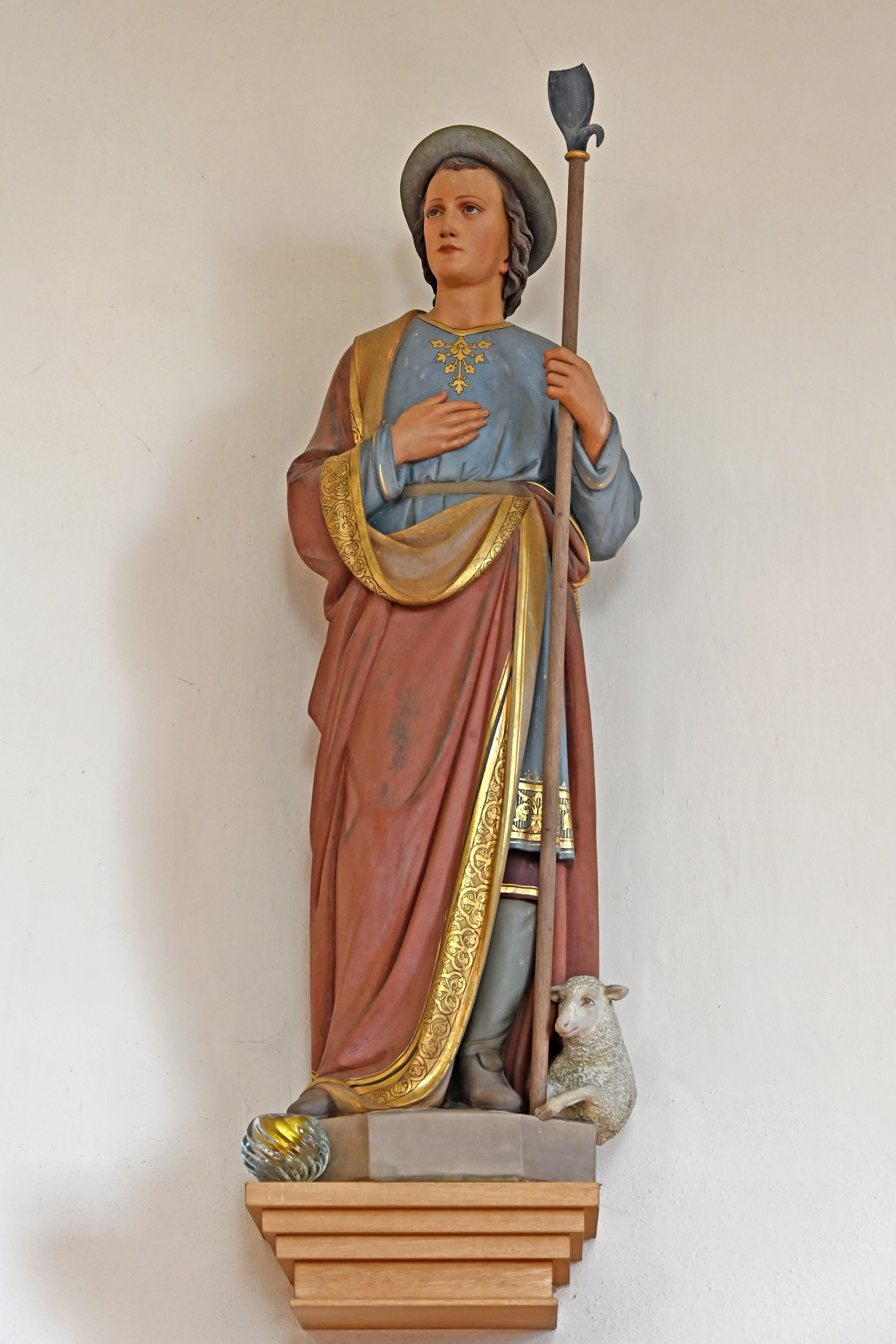
St. Wendelin
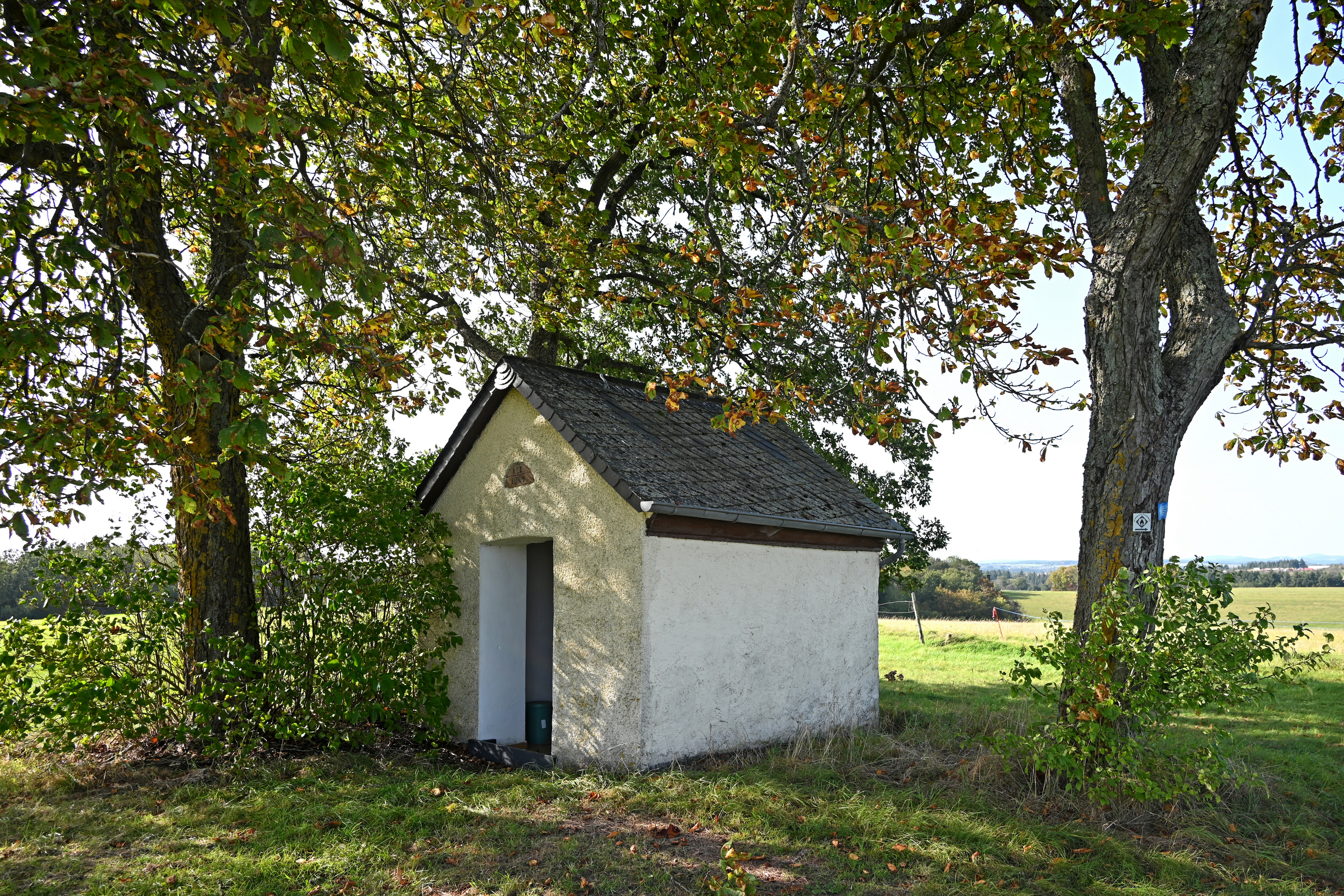
Wegekapelle Hl. Familie

### Naherholung
Südwestlich des Ortes liegt das Wispelter Maar, das südlichste Maar des Westeifeler Vulkanfeldes. Durch das Trockenmaar fließt der Salzbach, ein Nebenfluss der Alf. Es hat einen Durchmesser von ca. 400 Metern und ist aufgrund seines hohen Alters von über 70.000 Jahren schon stark verwischt und hat keinen eindeutigen Rand mehr.

## Wirtschaft und Infrastruktur
Wispelt liegt an der Bundesstraße 421, die in nördlicher Richtung nach Hontheim, in südlicher nach Kinderbeuern führt.